# Rosabandad spindling
Rosabandad spindling (Cortinarius variegatus) är en svampart som beskrevs av Bres. 1884. Rosabandad spindling ingår i släktet Cortinarius och familjen spindlingar.  Arten är reproducerande i Sverige. Inga underarter finns listade i Catalogue of Life.